# Moran Atias
Pour les articles homonymes, voir Atias.
Moran Atias (en hébreu : מורן אטיאס), née le 9 avril 1981 à Haïfa, est un mannequin et une actrice israélienne.

## Biographie
Moran Atias est née le 9 avril 1981 à Haïfa, Israël.
Elle a une sœur, Shani Atias.

## Carrière

### Israël et l'Italie
Après s'être imposée comme mannequin, elle a été encouragée à poursuivre une carrière d'actrice. Elle est apparue dans des films en anglais, italien, hébreu et espagnol, et a été nommée pour la meilleure actrice au Festival Sguardo al Femminile pour son rôle dans le film israélien Les Jours d'amour (Yamim Shel Ahava) de Menahem Golan en 2005.
Son travail dans ces films lui a valu d'être choisie pour le long métrage italien Gas, dans lequel elle incarne une toxicomane provocatrice chargée de séduire un toxicomane gay.
Elle a enchaîné avec la comédie romantique Oggi Sposi, réalisée par Luca Lucini et La Troisième Mère, le troisième et dernier volet de la trilogie d'horreur surnaturelle de Dario Argento, Trilogie des trois mères. La Troisième Mère a été présenté en première au Festival international du film de Toronto 2007 et au Festival international du film de Rome.

### États-Unis
En 2008, elle incarne le rôle de l'immigrée clandestine Inez dans la série dramatique Crash, basée sur le film oscarisé de Paul Haggis. Après une saison, elle devient le rôle principal féminin face à Dennis Hopper. Travailler avec Haggis lui a valu d'être choisie pour son film Les Trois Prochains Jours.
En 2011, Atias a travaillé avec Cynthia Mort sur le projet télévisé Radical, jouant le rôle d'Ana, que Cynthia Mort avait écrit spécialement pour elle. En 2012, elle a été choisie pour la série télévisée israélienne acclamée par la critique Allenby Street, réalisée par Assaf Bernstein de Fauda, où elle incarne la strip-teaseuse Mika, une ancienne juive orthodoxe qui évite son secret d'enfance tout en vivant une vie nocturne complexe. Elle a également été productrice et a travaillé à l'adaptation du film en série américaine. Elle a été choisie pour la nouvelle série Tyrant sur la chaine FX par les créateurs de la série télévisée à succès Homeland du créateur et compatriote israélien Gideon Raff.
Son travail sur le film Les Trois Prochains Jours a conduit à Puzzle, un projet qu'Atias a présenté et aidé à développer avec Paul Haggis. Elle a été choisie pour jouer le rôle de « Monika », une Rom de Roumanie. Pour se préparer au rôle, elle a vécu quatre mois en Italie et s'est immergée dans le mode de vie tsigane, vivant sans eau courante ni électricité. Elle a étudié avec Michael Margota à l'Italian Actor's Studio pour perfectionner les accents italiens et roumains. Elle a également été coproductrice et co-consultante pour le scénario. Le film a été présenté en première au Festival international du film de Toronto 2013.

## Action humanitaire
En Italie, elle est porte-parole de la ville de Milan en 2005-2006 dans ses campagnes contre les graffitis et la cruauté envers les animaux dans la ville.
Elle participe à la mission bénévole des Artistes pour la paix et la justice (APJ) avec Sean Penn après le tremblement de terre en Haïti en 2010, au cours de laquelle elle aide à l'évacuation des réfugiés vers la Floride. Lors de son deuxième voyage en Haïti, elle participe à un atelier au Ciné Institut de Jacmel. En mai 2010, elle travaille avec l'APJ et accueille et organise un évènement caritatif au Festival de Cannes. En novembre 2010, elle accueille et organise un évènement caritatif pour l'APJ à New York, dont les bénéfices sont reversés au premier lycée gratuit pour les enfants des bidonvilles d'Haïti.
Elle est ambassadrice de bonne volonté d'IsraAid et a participé au travail humanitaire en Haïti après le tremblement de terre de 2010.
En avril 2020, elle fait du bénévolat dans le service des patients atteints du COVID-19 du centre médical Sourasky de Tel Aviv.

## Filmographie

### Cinéma
- 2005 : Gas de Luciano Melchionna : Monica
- 2005 : Yamim Shel Ahava de Menahem Golan : Sigal
- 2006 : Les Roses du désert de Mario Monicelli : Aisha
- 2007 : La Troisième Mère (La terza madre) ede Dario Argento : Mater Lachrymarum
- 2009 : Oggi sposi de Luca Lucini : Alopa
- 2009 : Le Monde (presque) perdu (Land of the Lost) de Brad Silberling : Une femme
- 2010 : Les Trois Prochains Jours (The Next Three Days) de Paul Haggis : Erit
- 2010 : Kavod d'Haim Bouzaglo : Ronit
- 2012 : Crazy Eyes de Adam Sherman : Ex
- 2013 : Puzzle de Paul Haggis : Monika
- 2016 : A Stand Up Guy de Mike Young : Maria
- 2018 : Speed Kills de Jodi Scurfield : Contessa
- 2021 : Zarim Mushlamim de Lior Ashkenazi : Keren

### Télévision

#### Séries télévisées
- 2008 - 2009 : Crash : Inez
- 2009 : Il bene e il male : Elisabetta
- 2010 : Les Experts : Manhattan (CSI: NY) : Marina Garito
- 2011 : Leçons sur le mariage (Rules of Engagement) : Sophia
- 2011 : Les Experts : Miami (CSI: Miami) : Olivia Hunter / Lisa Blackhall
- 2011 : FBI : Duo très spécial (White Collar) : Christie
- 2014 - 2016 : Tyrant : Leila Al-Fayeed
- 2018 : The Resident : Renata Morali
- 2018 : 24 Heures chrono : Legacy (24: Legacy) : Sidra
- 2019 : The Village (en) : Ava Behzadi
- 2022 : Animal Kingdom : Louise Thompson